# Jürgen Honig
Jürgen Honig (Duisburg, 16 aprile 1940) è un ex pallanuotista tedesco.
Ha fatto parte della Squadra Unificata Tedesca ai Giochi di Roma 1960.